# Dziechcinka (Weichsel)
Die Dziechcinka ist ein linker Zufluss der Weichsel in den Schlesischen Beskiden von 5,32  Kilometern Länge. Der Fluss entspringt an den südwestlichen Hängen der Stożek Mały sowie des Cieślar und fließt nach Osten. Er durchfließt den Ortsteil Dziechcinka von Wisław, bevor er in die Weichsel mündet.
Entlang des Gebirgsbachs verläuft ein markierter Wanderweg auf den Stożek Mały.